# Fender Mustang
A Fender Mustang é uma guitarra elétrica da Fender Musical Instruments Company, introduzida em 1964 como linha estudante, composto pela Musicmaster e Duo-Sonic. Produzida até 1982 e re-introduzida em 1990, ganhou status de cult graças ao seu uso por Kurt Cobain do Nirvana. Tem o maior valor colecionável entre as guitarras de escala curta da Fender.

## História
Em agosto de 1964, foi lançada uma nova guitarra chamada Mustang, um modelo econômico visando estudantes de música mais avançados. Tinha estilo próximo a Musicmaster e Duo-Sonic, que foram redesenhadas aproventando-se o corpo da Mustang. A escala curta podia ser de 22,5 ou 24 polegadas, ou seja, o braço era mais curto que na famosa Stratocaster.
Em 1982 a Fender encerrou a produção da Mustang, o que tornou as fabricadas nesse período muito valorizadas entre colecionadores.
A Mustang ganhou status cult no início dos anos 90 com Kurt Cobain, que a tinha como guitarra favorita.
Aproveitando a popularidade crescente a produção foi retomada na fábrica no Japão.
Em 1990, a Fender reeditou a Mustang, em grande parte como resultado do movimento vintage predominante na época. Entre os guitarristas do grunge e punk rock, os modelos descontinuados da Fender (modelos de orçamento como o Duo-Sonic e modelos de alta qualidade, como o Jazzmaster e  Jaguar) tornaram-se extremamente populares. Esses modelos tinham qualidade Fender, mas eram mais baratos em segunda mão do que os antigos Stratocasters e Telecasters.
A Mustang reeditada é fabricado no Japão e está disponível apenas na escala de 24 polegadas. Enquanto os Mustang originais usavam principalmente poplar madeira para o corpo (com alguns casos raramente documentados de mogno), as reedições MG-72 Mustang são feitas de similar tilia, ou as reedições mais recentes do MG-65 revertem para o álamo original. O re-lançamento de MG-77 com acabamento natural é feito de fraxinus.
Em 2011, a Fender lançou um novo modelo Mustang na série Pawn Shop, chamado Mustang Special. O modelo apresenta uma forma de corpo de Mustang offset e um pescoço de escala de 24 polegadas, mas com captadores humbucking e uma ponte Stratocaster hard-tail.

## Hardware
A Fender Mustang possui 2 captadores single coil (bobina simples) angulados com seletores individuais, um controle de tom e um de volume. Os seletores permitiam usa-los em série ou em paralelo, e também fora de fase.
A ponte utilizada é chamada de Fender Dynamic Vibrato , que é uma ponte do tipo flutuante, que permite o vibrato

## Famosos
Alguns músicos famosos que já utilizaram a Fender Mustang
- Kurt Cobain , Nirvana
- Norah Jones
- Billy Corgan, Smashing Pumpkins
- John Frusciante, Red Hot Chili Peppers
- Thurston Moore, Sonic Youth
- Mark Arm, Mudhoney
- Rob Buck, 10,000 Maniacs
- Graham Coxon, Blur
- Kelly Jones, Stereophonics
- Yoshiaki Manabe, the pillows
- Buzz Osborne, The Melvins
- Omar Rodriguez-Lopez, The Mars Volta e At the Drive-In
- Steve Turner, (Mudhoney)
- Chino Moreno, (Deftones)
- Shakira
- Eric Burdon
- Elvis Presley
- PJ Harvey
- Nakano Azuza, Ho-kago Tea Time
- Matthew Healy, The 1975
- Johnny Ramone